# Norfolk Jazz & Jubilee Quartet
Das Norfolk Jazz & Jubilee Quartet war ein US-amerikanisches Vokalensemble, das zunächst unter dem Namen Norfolk Jazz Quartette bekannt wurde und später als Norfolk Jubilee Quartet aufnahm. Das Quartett war eine der ersten Gruppen, die im Bereich von Jazz und Spirituals Einspielungen mit Close Harmony vorlegten.
Das Norfolk Jazz Quartette trat seit Anfang 1919 in Norfolk (Virginia) auf. Ab 1921 entstanden erste Aufnahmen, etwa die erste Einspielung von Jelly Roll Mortons frühem Jazzstück Jelly Roll Blues. Auf den meisten Aufnahmen ist zusätzlich zu den Stimmen eine Gitarre zu hören. Zwischen 1924 und 1929 nahm das Vokalquartett unter dem Namen The Negro Spirituals oder Norfolk Jubilee Quartette auf, trat aber mit Vaudeville-Nummern weiter unter dem alten Namen auf. Einige Aufnahmen wurden auch als Palmetto Jazz Quartet vermarktet.
Das Norfolk Jazz & Jubilee Quartet war eine der populärsten Vokalgruppen der 1920er-Jahre, die im Laufe ihres Bestehens über 110 Titel einspielte, zunächst für Okeh, dann für Paramount Records und ab 1937 für Decca Records. Zu diesem Zeitpunkt bestand die Gruppe aus Norman Harris und Len Williams sowie den Neuzugängen Raymond Smith und Melvin Coldten. Ihre Mitglieder hatten ihre Karrieren im Vaudeville (u. a. in der Mamie Smith Review) begonnen, um dann im Musicalbereich aufzutreten. Ihr aufgenommenes Repertoire umfasste anfangs klassische Jazz- und Bluesstücke und Novelty Songs aus Minstrelshows, bis ab 1924 vorwiegend Spirituals wie „Father Prepare Me“ neben säkularen Titeln wie „Queen Street Rag“ und „Louisiana Bo Bo“ auf Platte eingespielt wurden. Nach dem Tod des Bassisten und Arrangeurs Len Williams 1940 löste sich die Gruppe auf.

## Diskographische Hinweise
- Complete Recorded Works, Vol 1: 1921-1923 (Document)
- Complete Recorded Works, Vol 2: 1923-1925 (Document)
- Complete Recorded Works, Vol 3 : 1925-1927 (Document)
- Complete Recorded Works, Vol 4 : 1927-1929 (Document)
- Complete Recorded Works, Vol 5 : 1929-1937 (Document)
- Complete Recorded Works, Vol 6 : 1937-1940 (Document)